# Вулвертон, Линда
Линда Вулвертон (англ. Linda Woolverton) (род. 19 декабря 1952, Лонг-Бич, Калифорния) — американская сценаристка, драматург и писательница. Известна созданием сценариев и либретто нескольких известных фильмов и сценических мюзиклов Disney. Является первой женщиной, написавшей сценарий к анимационному фильму («Красавица и Чудовище», 1991), который также является первым анимационным фильмом, когда-либо номинированным на премию «Оскар» в категории лучший фильм. Она также стала соавтором сценария «Короля Льва» (1994), предоставила дополнительный сюжетный материал для фильма «Мулан» (1998) и адаптировала свой собственный сценарий «Красавицы и Чудовища» в либретто бродвейской адаптации фильма, за которую получила номинацию на премию «Тони» и премию Оливье.
Среди её недавних работ — сценарий фильма «Алиса в стране чудес», имевшего огромный кассовый успех, благодаря чему Вулвертон стала первым среди женщин автором сценария (без соавторов) для фильма, кассовые сборы которого составили миллиард долларов. Также она является сценаристкой фильма «Малефисента» и его сиквелов.
Агентством Линды является United Talent Agency.

## Ранняя жизнь и образование
Линда, будучи ребёнком, начала играть в местном детском театре, по её словам, спасаясь от своего «травматичного детства». В 1969 году окончила старшую школу с отличием по школьной театральной программе. Вулвертон училась в Университете штата Калифорния в Лонг-Бич и получила степень бакалавра театрального искусства в 1973 году. Затем она поступила в Университет штата Калифорния в Фуллертоне, чтобы стать магистром в области театра для детей.

## Карьера

### Первые работы
После получения степени магистра Вулвертон основала собственную детскую театральную компанию. Она писала сценарии, режиссировала и выступала по всей Калифорнии в церквях, торговых центрах, школах и местных театрах. Также Линда начала преподавать драматическое искусство в 1979 году. В 1980 году она устроилась секретаршей в CBS, где в конечном итоге стала директрисой программ и работала как над детскими, так и над вечерними шоу. Во время перерывов на обед Вулвертон написала свой первый подростковый роман, «Звёздный ветер». После увольнения из CBS в 1984 году она начала работать учительницей на замену, а также написала свой второй подростковый роман «Бегущий впереди ветра». Её произведения были опубликованы в 1986 и 1987 годах издательством Houghton Mifflin.
В это же время Вулвертон начала писать сценарии для детских телешоу. С 1986 по 1989 год она написала эпизоды для мультсериалов Звёздные войны: Эвоки, Денис-непоседа, Настоящие охотники за привидениями, Медведи Беренштейна, Мой маленький пони и Чип и Дейл спешат на помощь. После того, как Линда устала писать для телешоу, она захотела работать в Walt Disney Animation Studios, но её агент посчитал, что она «не готова». Не согласившись с этим, Вулвертон отправилась в офис Disney в Бербанк, штат Калифорния, и передала секретарю книгу «Бегущий перед ветром», попросив «дать её кому-нибудь прочитать». Два дня спустя Линде позвонил Джеффри Катценберг, председатель студии Disney, и позвал её на собеседование.

### Работы для Disney
Вулвертон была нанята сценаристкой для «Красавицы и Чудовища», став первой женщиной, написавшей сценарий для анимационного фильма. С начала 1985 по 1988 год две разные команды сценаристов по очереди работали над адаптацией сказки Жанны Мари Лепренс де Бомон, но Вулвертон преуспела, включив в сюжет свои собственные идеи, например, сделав главную героиню любительницей книг. После выхода в 1991 году «Красавица и Чудовище» получила всеобщее признание критиков, став первым анимационным фильмом, когда-либо номинированным на премию «Оскар» за лучший фильм, и получившим премию «Золотой глобус» за лучший фильм — мюзикл или комедия.
Успех картины привёл Вулвертон к работе над несколькими проектами с Disney. Она в соавторстве написала сценарий фильма 1993 года «Дорога домой: Невероятное путешествие» и вернулась к работе с Disney Animation, помогая предпроизводственной разработке сюжета «Аладдина», а также поучаствовала в написании сценария «Короля Льва», выпущенного в 1994 году. И «Аладдин», и «Король Лев» стали кассовыми хитами и получили признание критиков. За это время Линда также адаптировала свой собственный сценарий «Красавицы и Чудовища» в бродвейский мюзикл, который заслужил признание критиков, в результате чего она была номинирована на премию «Тони» за лучшее либретто мюзикла и получила премию Оливье за лучший новый мюзикл. Вулвертон предоставила дополнительный сюжетный материал для фильма «Мулан», выпущенного в 1998 году, и написала либретто сценического мюзикла «Аида» (в соавторстве), который был поставлен на Бродвее в 2000 году и получил высокие оценки от критиков.
В 2007 году она завершила сценарий, в котором взрослая Алиса из «Приключений Алисы в стране чудес» Льюиса Кэрролла возвращается в Страну чудес из-за мысли, которая была у неё в голове много лет. Линда представила сценарий продюсерам Сюзанн Тодд, Дженнифер Тодд и Джо Роту, которые передали его Disney. Студия сразу приняла проект, пригласив режиссёром Тима Бёртона. Выпущенная в 2010 году «Алиса в стране чудес» заработала более $1 млрд, что сделало Вулвертон первой и на сегодняшний день единственной женщиной, которая написала сценарий для фильма, собравшего в прокате миллиард долларов США. В 2010 году Disney предложил ей стать сценаристкой «Малефисенты» — пересказа мультфильма «Спящая красавица» с точки зрения главной злодейки. Как и в случае с «Красавицей и Чудовищем», фильм находился в производственном аду, пока к его написанию не присоединилась Вулвертон. Позже она описала свою версию сказки как «полное переосмысление, а не просто пересказ одного и того же сюжета». «Малефисента» была выпущена в 2014 году.
Вулвертон также написала сценарий для «Алисы в Зазеркалье», продолжения «Алисы в стране чудес». Фильм был выпущен в 2016 году.
В 2015 году было объявлено, что Вулвертон напишет продолжение «Малефисенты». В 2019 году фильм «Малефисента: Владычица тьмы» был выпущен.

### Другие работы
Вулвертон написала либретто бродвейского мюзикла «Лестат», адаптацию «Вампирских хроник» Энн Райс, который был поставлен в 2005 году в Сан-Франциско и стал самой прибыльной пьесой в истории города. Мюзикл был представлен на Бродвее в 2006 году. Линда выступила одной из авторок сценария для документального фильма National Geographic «Мишка на севере», вышедшего в 2007 году. В 2014 году Вулвертон сообщила, что готовит пилотную серию телесериала. Позже было объявлено, что канал Lifetime решил адаптировать роман «Клан Пещерного Медведя» в сериал с Линдой в качестве исполнительного продюсера и сценаристки пилотного эпизода. Адаптация в итоге была выпущена как телевизионный фильм.

## Темы «сильных женских персонажей»
Работы Вулвертон известны своими «сильными женскими персонажами». Она проложила путь внутри Disney для создания сильных главных героинь, в основном благодаря тому, что написала Белль, главную героиню «Красавицы и Чудовища». Белль — умная и сильная девушка, которая занимается «не только ожиданием прихода принца». Empire оценил Белль как «героиню-феминистку, которая [является] более разносторонней, чем предыдущие персонажи Disney». Сама Вулвертон сказала, что Белль «сдвинула нас на несколько дюймов вперёд. Она любила читать. Она не полагалась на свою красоту, чтобы пройти через мир. Она не была жертвой, ожидающей прихода своего принца. Она была активным персонажем».
В «Алисе в стране чудес» Линда дала главной героине Алисе Кингсли авантюрную, любознательную, нонконформисткую личность, которая заставляет персонажа подвергать сомнению ценности викторианского общества и, в конечном итоге, разорвать помолвку, чтобы стать путешественницей и исследовать мир. По этому поводу журнал Elle писал: «В своей версии Страны чудес она [Вулвертон] представила зрителям женского персонажа, счастье или коммерческий успех которой не зависели от мужчины». Описывая свою работу над фильмом, Вулвертон объяснила: «Все, что я хотела сказать об Алисе, заключалось в том, что вы должны прокладывать свой собственный путь. Вы не можете пойти по чужой [дороге]. Это ваша мечта; это ваша жизнь. Вам не нужно, чтобы другие люди говорили вам, что делать с собой. Вам решать».
Размышляя о созданных ей женских персонажах, Вулвертон сказала: «В свое время я пришла как феминистка. И когда ко мне впервые предложили написать „Красавицу и Чудовище“, я знала, что нельзя сделать традиционную для Диснея жертву/героиню. Мы не собирались принять это как женщины после целого пробуждения в 1970-х. Никто этого не примет. Это помогло мне взглянуть на этих принцесс Disney по-другому. Я чувствую, что вы должны почувствовать вдохновляющий посыл, иначе не будете вовлечены. Если вы не будете оставаться в курсе того, как люди и как женщины подходят к жизни сейчас, это не будет казаться правдой».

## Личная жизнь
Вулвертон разведена с продюсером Ли Фликером, с которым у неё есть дочь Китон, рождённая в 1991 году. Линда живёт в Хэнкок-парке, Лос-Анджелес, и у неё две собаки.

## Работы

### Фильмы
| Год  | Название                              | Заметки                                                                       |
| ---- | ------------------------------------- | ----------------------------------------------------------------------------- |
| 1991 | Красавица и Чудовище                  | Сценарий                                                                      |
| 1992 | Аладдин                               | Предпроизводственная разработка сюжета                                        |
| 1993 | Дорога домой: Невероятное путешествие | Сценарий С Кэролайн Томпсон и Джонатаном Робертсом                            |
| 1994 | Король Лев                            | Сценарий С Ирен Меччи и Джонатаном Робертсом                                  |
| 1998 | Мулан                                 | Дополнительный сюжетный материал                                              |
| 2007 | Мишка на севере                       | Сценарий повествования С Моз Ричардс и Кристин Гор                            |
| 2010 | Алиса в Стране чудес                  | Сценарий                                                                      |
| 2014 | Малефисента                           | Сценарий                                                                      |
| 2016 | Алиса в Зазеркалье                    | Сценарий                                                                      |
| 2019 | Малефисента: Владычица тьмы           | Сценарий С Ной Харпстер и Микой Фитцерманом-Блю Исполнительное продюсирование |

### Театральные постановки
| Год  | Название             | Заметки                  |
| ---- | -------------------- | ------------------------ |
| 1994 | Красавица и Чудовище | Либретто                 |
| 1997 | Король Лев           | Адаптировано из сценария |
| 2000 | Аида                 | Либретто                 |
| 2005 | Лестат               | Либретто                 |

### Романы
| Год  | Название             | Издатель                  | ISBN              | Страницы |
| ---- | -------------------- | ------------------------- | ----------------- | -------- |
| 1986 | Звёздный ветер       | Houghton Mifflin Harcourt | 978-0-3-9541454-5 | 192      |
| 1987 | Бегущий перед ветром | Houghton Mifflin Harcourt | 978-0-3-9542116-1 | 168      |

### Телевидение
| Год       | Название                         | Роль                                | Заметки             |
| --------- | -------------------------------- | ----------------------------------- | ------------------- |
| 1986      | Лесной пожар                     | Сценарист                           | 2 эпизода           |
| 1986      | Звёздные войны: Эвоки            | Сценарист                           | 2 эпизода           |
| 1986      | Мой маленький пони и друзья      | Сценарист                           | 2 эпизода           |
| 1986      | Денис-непоседа                   | Сценарист                           | 65 эпизодов         |
| 1986      | Малыши-прыгуши                   | Сценарист                           |                     |
| 1986-1987 | Медведи Беренштейна              | Сценарист                           | 3 эпизода           |
| 1986-1987 | Волчонок                         | Сценарист                           | 8 эпизодов          |
| 1987      | Малыши из мусорного бачка        | Сценарист                           | 2 эпизода           |
| 1988      | Истории на Си-Би-Эс              | Сценарист                           | 1 эпизод            |
| 1988      | Приключения тряпичной Энн и Энди | Сценарист                           |                     |
| 1989      | Чип и Дейл спешат на помощь      | Сценарист                           | 1 эпизод            |
| 2015      | Клан Пещерного Медведя           | Сценарист / Исполнительный продюсер | Телевизионный фильм |

## Награды и номинации
Премия «Тони»
- Номинация на награду за лучшее либретто мюзикла[англ.] за Красавицу и Чудовище (1994)[7]

Премия Лоренса Оливье
- Победа в категории «лучший новый мюзикл» за Красавицу и Чудовище (1998)[8]

Кинофестиваль Ньюпорт-Бич
- Победа в категории за выдающийся вклад в написание сценария (2016)[27]